# Пулиньи-Сен-Пьер (сыр)
Пулиньи́-Сен-Пьер (фр. Pouligny-Saint-Pierre) — французский сыр из козьего молока, изготовленный в форме пирамиды. За свою форму этот сыр часто называют «Эйфелевой башней».
В 1976 году сыр Пулиньи-Сен-Пьер первым из козьих сыров получил категорию AOC и собственное контролируемое наименование. Сейчас этот сыр изготавливают только в 22 коммунах департамента Эндр.
Сыр созревает около 4-5 недель на деревянных полках или соломенных подстилках. Сыр имеет плотную, слегка влажную и ароматную мякоть с запахом козьего молока и вкусом, отдающий лесным орехом, которая покрыта сухой корочкой с голубоватой плесенью.
Молодой Пулиньи-Сен-Пьер используют для приготовления тостов и сырных салатов. Сыр средней и поздней спелости употребляют с белыми фруктовыми винами долины Луары типа Sancerre, Touraine и Reuilly.